# 區域
區域（英語：district）是對特定地區或地方的泛稱；若做為專有名詞，多用來用作行政區劃的單位。在一些國家，區域是由地方政府管理。世界各地對「區域」的定義可大可小，包括郡縣、基層政權、市轄區、學區和政區等。

## 中华人民共和国

### 香港
香港的政區會按照十八區來劃分。此外，亦有區議會分區、地理分區等，立法會地區直選分為五大選區，以及以全港作為選區的區議會（第二）功能界別。

## 中華民國
台灣的區分為直轄市和市。

## 马来西亚
马来西亚的区一般指的是巫金（mukim），而若是英文“District”或马来文“Daerah”一词则指县。在大多数情况下，行政区边界和选区边界（选区）相互超越且不对应。

## 新加坡
新加坡的区一般指的是集選區和單選區。